# Yohán Cumana
Yohán Eduardo Cumana Hernández, noto semplicemente come Yohán Cumana (8 marzo 1996), è un calciatore venezuelano, difensore dell'Universidad Central.

## Caratteristiche tecniche
È un terzino sinistro.

## Carriera

### Club
Cresciuto nel Dep. Anzoátegui, debutta in prima squadra il 17 aprile 2014 in occasione dell'incontro di Primera División pareggiato 1-1 contro lo Zamora FC.
Nel 2017 viene acquistato a titolo definitivo dal Dep. La Guaira.

### Nazionale
Tra il 2021 ed il 2023 ha giocato complessivamente 9 partite nella nazionale venezuelana, con la quale nel 2021 ha anche preso parte alla Coppa America.

## Statistiche
Statistiche aggiornate al 13 giugno 2021.

### Presenze e reti nei club
| Stagione                    | Squadra                     | Campionato                  | Campionato | Campionato | Coppe nazionali | Coppe nazionali | Coppe nazionali | Coppe continentali | Coppe continentali | Coppe continentali | Altre coppe | Altre coppe | Altre coppe | Totale | Totale | Totale |
| Stagione                    | Squadra                     | Comp                        | Pres       | Reti       | Comp            | Pres            | Reti            | Comp               | Pres               | Reti               | Comp        | Pres        | Reti        | Pres   | Reti   |        |
| --------------------------- | --------------------------- | --------------------------- | ---------- | ---------- | --------------- | --------------- | --------------- | ------------------ | ------------------ | ------------------ | ----------- | ----------- | ----------- | ------ | ------ | ------ |
| 2013-2014                   | Dep. Anzoátegui             | PD                          | 6          | 1          | CV              | 0               | 0               |                    | -                  | -                  |             | -           | -           | 6      | 1      |        |
| 2014-2015                   | Dep. Anzoátegui             | PD                          | 7          | 0          | CV              | 0               | 0               |                    | -                  | -                  |             | -           | -           | 7      | 0      |        |
| 2015                        | Dep. Anzoátegui             | PD                          | 7          | 0          | CV              | 2               | 0               |                    | -                  | -                  |             | -           | -           | 9      | 0      |        |
| 2016                        | Dep. Anzoátegui             | PD                          | 29         | 2          | CV              | 4               | 0               | CS                 | 2                  | 1                  |             | -           | -           | 35     | 3      |        |
| 2017                        | Dep. Anzoátegui             | PD                          | 15         | 1          | CV              | 0               | 0               | CS                 | 2                  | 0                  |             | -           | -           | 17     | 1      |        |
| Totale Deportivo Anzoátegui | Totale Deportivo Anzoátegui | Totale Deportivo Anzoátegui | 64         | 4          |                 | 6               | 0               |                    | 4                  | 1                  |             | -           | -           | 74     | 5      |        |
| 2017                        | Dep. La Guaira              | PD                          | 12         | 1          | CV              | 2               | 0               |                    | -                  | -                  |             | -           | -           | 14     | 1      |        |
| 2018                        | Dep. La Guaira              | PD                          | 19         | 0          | CV              | 0               | 0               |                    | -                  | -                  |             | -           | -           | 19     | 0      |        |
| 2019                        | Dep. La Guaira              | PD                          | 37         | 7          | CV              | 3               | 0               | CL                 | 4                  | 0                  |             | -           | -           | 44     | 7      |        |
| 2020                        | Dep. La Guaira              | PD                          | 16         | 0          | CV              | 0               | 0               |                    | -                  | -                  |             | -           | -           | 16     | 0      |        |
| 2021                        | Dep. La Guaira              | PD                          | 3          | 0          | CV              | 0               | 0               | CL                 | 6                  | 0                  |             | -           | -           | 9      | 0      |        |
| Totale Deportivo La Guaira  | Totale Deportivo La Guaira  | Totale Deportivo La Guaira  | 87         | 8          |                 | 5               | 0               |                    | 10                 | 0                  |             | -           | -           | 102    | 8      |        |
| Totale carriera             | Totale carriera             | Totale carriera             | 151        | 12         |                 | 11              | 0               |                    | 14                 | 1                  |             | -           | -           | 176    | 13     |        |

### Cronologia presenze e reti in nazionale
| Cronologia completa delle presenze e delle reti in nazionale ― Venezuela | Cronologia completa delle presenze e delle reti in nazionale ― Venezuela | Cronologia completa delle presenze e delle reti in nazionale ― Venezuela | Cronologia completa delle presenze e delle reti in nazionale ― Venezuela | Cronologia completa delle presenze e delle reti in nazionale ― Venezuela | Cronologia completa delle presenze e delle reti in nazionale ― Venezuela | Cronologia completa delle presenze e delle reti in nazionale ― Venezuela | Cronologia completa delle presenze e delle reti in nazionale ― Venezuela |
| Data                                                                     | Città                                                                    | In casa                                                                  | Risultato                                                                | Ospiti                                                                   | Competizione                                                             | Reti                                                                     | Note                                                                     |
| ------------------------------------------------------------------------ | ------------------------------------------------------------------------ | ------------------------------------------------------------------------ | ------------------------------------------------------------------------ | ------------------------------------------------------------------------ | ------------------------------------------------------------------------ | ------------------------------------------------------------------------ | ------------------------------------------------------------------------ |
| 13-6-2021                                                                | Brasilia                                                                 | Brasile                                                                  | 3 – 0                                                                    | Venezuela                                                                | Coppa America 2021 - 1º turno                                            | -                                                                        |                                                                          |
| 17-6-2021                                                                | Goiânia                                                                  | Colombia                                                                 | 0 – 0                                                                    | Venezuela                                                                | Coppa America 2021 - 1º turno                                            | -                                                                        | 86’                                                                      |
| 20-6-2021                                                                | Rio de Janeiro                                                           | Venezuela                                                                | 2 – 2                                                                    | Ecuador                                                                  | Coppa America 2021 - 1º turno                                            | -                                                                        | 77’                                                                      |
| 1-6-2022                                                                 | Ta' Qali                                                                 | Malta                                                                    | 0 – 1                                                                    | Venezuela                                                                | Amichevole                                                               | -                                                                        | 73’                                                                      |
| 9-6-2022                                                                 | Murcia                                                                   | Arabia Saudita                                                           | 0 – 1                                                                    | Venezuela                                                                | Amichevole                                                               | -                                                                        | 46’                                                                      |
| 22-9-2022                                                                | Maria Enzersdorf                                                         | Venezuela                                                                | 0 – 1                                                                    | Islanda                                                                  | Amichevole                                                               | -                                                                        | 39’                                                                      |
| 27-9-2022                                                                | Wiener Neustadt                                                          | Emirati Arabi Uniti                                                      | 0 – 4                                                                    | Venezuela                                                                | Amichevole                                                               | -                                                                        | 56’ 90+2’                                                                |
| 20-11-2022                                                               | Dubai                                                                    | Siria                                                                    | 1 – 2                                                                    | Venezuela                                                                | Amichevole                                                               | -                                                                        | 64’                                                                      |
| 24-3-2023                                                                | Gedda                                                                    | Arabia Saudita                                                           | 1 – 2                                                                    | Venezuela                                                                | Amichevole                                                               | -                                                                        | 71’                                                                      |
| Totale                                                                   |                                                                          | Presenze                                                                 | 9                                                                        |                                                                          | Reti                                                                     | 0                                                                        |                                                                          |

## Palmarès

### Club

#### Competizioni nazionali
- Campionato venezuelano: 1

Dep. La Guaira: 2020